# Wheel war
Una wheel war è una contesa fra utenti privilegiati in un sistema online e condiviso di computer, nel quale ogni utente cerca di carpire o di inventare modi per interferire con l'uso altrui di questo sistema. Sebbene spesso tutto ciò venga fatto come uno scherzo, ovvero solo per divertimento, o solo per flammare, avvenimenti di questo genere possono anche essere causati da seri disaccordi amministrativi.

## Origine del termine
Il termine è stato coniato nel sistema operativo TENEX, il quale è stato distribuito diffusamente col nome TOPS-20 negli anni '60 e i primi '70: WHEEL rappresenta, in questo sistema, un grado superiore di un utente rispetto a  OPERATOR. La scelta della parola WHEEL deriva, a sua volta, dall'espressione gergale big wheel, corrispondente all'italiano pezzo grosso.
A causa dello spostamento di sviluppatori del sistermi operativi e utenti dal TENEX/TOPS-20 verso Unix, il termine è stato quindi adottato similmente anche nella comunità Unix. In molti sistemi Unix, il comando su può essere utilizzato per acquisire l'accesso di superuser in una macchina.  A causa di un abuso eccessivo di questo comando, gli amministratori di sistema decisero di limitare l'utilizzo di questo comando solo agli utenti di un certo gruppo; pertanto, questo gruppo è stato spesso chiamato come "wheel" (ruota), che indica un grado maggiore di fiducia rispetto ad un operatore di sistema
Nei sistemi GNU il comando su non supporta "wheel", principalmente per ragioni filosofiche.